# Miloš Hrstić
Miloš Hrstić (né le 12 novembre 1955 à Vojnić à l'époque en Yougoslavie, aujourd'hui en Croatie) est un joueur de football international yougoslave (croate), qui évoluait au poste de défenseur, avant de devenir ensuite entraîneur.

## Biographie

### Carrière de joueur

#### Carrière en club
Avec le club du HNK Rijeka, il remporte deux Coupes de Yougoslavie et une Coupe des Balkans.
Avec le club du Deportivo La Corogne, il dispute 27 matchs en deuxième division espagnole lors de la saison 1985-1986.

#### Carrière en sélection
Avec l'équipe de Yougoslavie, il joue 10 matchs (pour aucun but inscrit) entre 1978 et 1982. 
Il joue son premier match en équipe nationale le 15 novembre 1978 contre la Grèce, lors de la Coupe des Balkans.
Il figure dans le groupe des sélectionnés lors de la Coupe du monde de 1982. Lors du mondial organisé en Espagne, il joue un match face à l'Irlande du Nord.
Il participe également aux Jeux olympiques de 1980 qui se déroulent en Union soviétique. Lors du tournoi olympique, il joue 4 matchs, la sélection yougoslave atteignant le stade des demi-finales.

## Palmarès
HNK Rijeka
- Coupe de Yougoslavie (2) :
  - Vainqueur : 1977-78 et 1978-79.

- Coupe des Balkans (1) :
  - Vainqueur : 1977-78.
  - Finaliste : 1979-80.